# Anizotropija
Anizotropija (grč. ἄνıσος: nejednak) je osobitost nekog sredstva da njegova fizikalna svojstva poprimaju različite vrijednosti za različite smjerove. Anizotropne su mnoge krute tvari: monokristali elemenata i spojeva, polikristali kojih zrna nisu potpuno nasumce usmjerena, drvo, vlaknaste tvari i tako dalje. Fizikalna svojstva anizotropnih kristala jesu elastičnost, električna vodljivost (kositar pokazuje veliku električnu otpornost za prolaz električne struje u jednome smjeru, a malu u drugome), optička gustoća (različita brzina svjetlosti u različitim smjerovima kod kalcita), magnetizacija (kubično željezo lako je magnetizirati u smjeru nekog od triju bridova). Anizotropija se može i umjetno izazvati. Optičku anizotropiju pokazuje izotropno staklo izloženo mehaničkom naprezanju (tlačenju ili rastezanju; Thomas Johan Seebeck, 1813.) kao i većina tekućina u električnom polju (John Kerr, 1875.). Anizotropija je prvi put utvrđena kad je Erasmus Bartholinus 1669. otkrio dvolom svjetlosti u islandskom dvolomcu (kalcitu).

## Izotropija
Izotropija je svojstvo nekih kemijskih tvari da u svim smjerovima imaju jednaka fizikalna svojstva. Tako je na primjer deformacija izotropnih elastičnih materijala jednakih (po Hookeovu zakonu) u svim smjerovima, optički izotropni materijali provode svjetlost u svim smjerovima jednako i tako dalje. Izotropne tvari obično su plinovi i tekućine te materijali nekristalne građe važni u tehnologiji: amorfni poluvodiči, polimerni materijali i staklo. U filozofiji znanosti, za matematičko-logički pojam izotropnog i homogenoga prostora zaslužan je B. Russell, a korijeni takvim formulacijama leže u fizikalnoj i matematičkoj teoriji prostora Frane Petrića.